# Movimento Patriótico Popular
O Movimento Patriótico Popular (em finlandês: Isänmaallinen kansanliike, IKL) foi um movimento nacionalista e anticomunista fundado em 5 de junho de 1932. Foi considerado como uma continuação do Movimento de Lapua, proscrito após uma tentativa malsucedida de golpe; contudo, diferente de seu antecessor, aderiu aos procedimentos legais e parlamentares.

## Formação
O IKL foi fundado em uma conferência realizada no dia 5 de junho de 1932, tendo sido considerado como o sucessor do Movimento de Lapua. Os três principais membros fundadores foram Herman Gummerus, Vilho Annala e Erkki Räikkönen. Na ocasião, o líder do Lapua, Vihtori Kosola, encontrava-se detido por sua participação na Rebelião de Mäntsälä. Por conseguinte, a liderança do movimento foi oficialmente mantida em reserva para que Kosola e outros líderes rebeldes participassem simbolicamente da formação.

## Estrutura e posicionamentos
O IKL se autodenominava a "consciência moral-cristã" do parlamento e ficou conhecido por endossar uma agressiva política contra a União Soviética e a língua sueca. O partido, que era nacionalista e anticomunista, tinha como um dos principais objetivos a criação de uma Grande Finlândia. Entretanto, uma ideologia mais extremista também estava presente e era encabeçada por Salmiala.
O uniforme do IKL, inspirado nos fascistas italianos, era composto por uma camisa preta e uma gravata azul. Os membros também tinha como tradição se cumprimentarem com uma saudação romana. O partido era financiado principalmente por fazendeiros, funcionários públicos, integrantes do clero luterano e estudantes universitários.

## Conflitos políticos
Nas eleições parlamentares de 1933, o IKL compôs uma frente com a Coligação Nacional e obteve 14 assentos de 200. No entanto, após o colapso, Juho Kusti Paasikivi foi eleito presidente da Coligação. Ele então promoveu uma série de mudanças  que romperam com o interesse mútuo dos partidos e enfraqueceram os principais adeptos do IKL.
O partido também se tornou um dos principais alvos de escrutínio do governo e ficou sujeito a duas leis destinadas a impedir seu progresso. Em 1934, foi aprovada uma lei permitindo a supressão da propaganda que desrespeitava o governo ou a constituição da época. No ano seguinte, foi proibido o uso de uniformes para fins políticos e também de organizações uniformizadas privadas, o que impactou significativamente a Sinimustat, uma organização militar de jovens mantida pelo partido.
Na eleição seguinte, o partido manteve o número de assentos, mas foi enfraquecido pela significativa vitória da coligação social-democrata-agrária, liderada por Aimo Kaarlo Cajander. Já o governo de Toivo Mikael Kivimäki concentrou esforços malsucedidos para acabar com o IKL. De todo modo, nunca se recuperou dos impactos causados pela próspera gestão de Cajander.

## Últimos anos
A Guerra de Inverno e o Tratado de Paz de Moscou foram considerados pelo IKL como evidências definitivas do fracasso da política externa do parlamento. Por causa desses eventos, o partido conseguiu esboçar uma curta recuperação. Em 23 de setembro de 1944, foi encerrado por exigência da União Soviética.